# Heinz Wohlleben

Heinz Wohlleben

Heinz Wohlleben (* 19. Mai 1905 in Gera; † 24. April 1972 in Heilbronn) war ein deutscher Politiker (NSDAP).

## Leben und Wirken
Nach dem Besuch der Mittelschule und eines humanistischen Gymnasiums in Gera und Schleiz verdiente Wohlleben seinen Lebensunterhalt als kaufmännischer Angestellter.
1922 trat Wohlleben in die NSDAP ein. Während des Verbots der NSDAP im Jahr 1924 gehörte er der Großdeutschen Volksgemeinschaft an. Nach der Neugründung der Partei 1925 schloss er sich ihr erneut an. In den folgenden Jahren übernahm er Funktionärsposten als Ortsgruppenleiter und Kreisleiter, dann von 1927 bis 1929 als Herausgeber der nationalsozialistischen Wochenschrift Die neue Front. Aufgrund von Vergehen gegen das Republikschutzgesetz wurde er mehrfach zu Gefängnisstrafen verurteilt.
Von 1930 bis 1931 war Wohlleben als Reichsredner tätig. 1933 gehörte Wohlleben einige Monate lang dem Preußischen Landtag an. Anschließend saß er vom 12. November 1933 bis zum Ende der NS-Herrschaft im Frühjahr 1945 als Abgeordneter für den Wahlkreis 4 (Potsdam) im nationalsozialistischen Reichstag. Daneben war er Mitglied der Reichsarbeitskammer und des Wirtschaftsrates sowie Gaubetriebszellenleiter im Gau Kurmark der NSDAP. In der DAF leitete er die Betriebsgruppe Leder.